# Alexandre-Adolphe Delacour
Pour les articles homonymes, voir Delacour.
Alexandre-Adolphe Delacour (9 décembre 1797 à Paris - 16 décembre 1878 à Paris), est un homme politique français.

## Biographie
Propriétaire et maire de Saint-Gabriel, conseiller général du Calvados, se présenta, une première fois, sans succès, dans le 2e collège, à Caen, lors des élections législatives du 9 juillet 1842. Il fut plus heureux le 1er août 1846, et l'emporta, comme candidat conservateur. Il soutint le gouvernement jusqu'à la Révolution française de 1848, qui le rendit à la vie Privée.
Gendre de Jean-Bernard Baradère, Intendant militaire, conseiller d'État et secrétaire général du Ministère de la Guerre.
Il est le père de :
- Albert Delacour (1825-1890), député du Calvados ;
- Berthe, épouse de Paul Blacque, banquier et fils de François-Charles Blacque-Belair.

## Sources
- « Alexandre-Adolphe Delacour », dans Adolphe Robert et Gaston Cougny, Dictionnaire des parlementaires français, Edgar Bourloton, 1889-1891 [détail de l’édition]